# One and a Half
One and a Half es un EP de la banda Train que fue lanzada en 1999 en muy limitados números. Fue grabado y lanzado entre los álbumes Train y Drops of Jupiter.
El EP incluye algunos temas nunca antes lanzados como "Counting On You," "Sweet Rain," "The Highway," una versión acústica del sencillo "Meet Virginia" de su álbum debut, y un cover acústico de Led Zeppelin "Ramble On".

## Lista de canciones
1. "Counting On You"
2. "Hopeless"
3. "Ramble On"
4. "Sweet Rain"
5. "The Highway"
6. "Meet Virginia"

- Fotografía por Geoff Verne/Philadelphia

- Datos: Q3882664